# Schnellfahrstrecke Rom–Neapel
| Strecke bei Anagni |                      |                                   |                                   |
| Streckennummer (RFI): | 119                  |                                   |                                   |
| Kursbuchstrecke (IT): | 85                   |                                   |                                   |
| Streckenlänge: | 204,6 km             |                                   |                                   |
| Spurweite: | 1435 mm (Normalspur) |                                   |                                   |
| Stromsystem: | 25 kV, 50 Hz ~       |                                   |                                   |
| Maximale Neigung: | 18 ‰                 |                                   |                                   |
| Minimaler Radius: | 5450 m               |                                   |                                   |
| Streckengeschwindigkeit: | 300 km/h             |                                   |                                   |
| |                      |                                   |                                   |
| \| \| \| Roma Termini \| \| \| \| \| von und nach Pisa \| \| \| \| \| Direttissima von und nach Florenz \| \| \| \| \| nach Formia–Neapel \| \| \| \| \| nach Pescara \| \| \| \| 29,9 \| Colli-Albani-Tunnel (6625 m) \| Colli-Albani-Tunnel (6625 m) \| \| \| \| nach Cassino–Neapel \| \| \| \| 36,5 \| Colli-Albani-Tunnel \| Colli-Albani-Tunnel \| \| \| 63,4 \| Abzw Frosinone Nord \| Abzw Frosinone Nord \| \| \| 143,6 \| Abzw Cassino Süd \| Abzw Cassino Süd \| \| \| 178,0 \| Abzw Caserta Nord \| Abzw Caserta Nord \| \| \| 183,9 \| Volturnoviadukt (1632 m) \| Volturnoviadukt (1632 m) \| \| \| 196,6 \| Abzw Gricignano \| Abzw Gricignano \| \| \| \| von Caserta \| \| \| \| \| von und nach Formia–Rom \| \| \| \| \| Aversa \| \| \| \| \| A 1 \| \| \| \| \| Napoli Afragola \| \| \| \| \| SFS nach Salerno \| \| \| \| \| von Cassino–Roma Termini \| \| \| \| \| SFS von Salerno \| \| \| \| \| A 1 \| \| \| \| \| \| \| \| \| \| von und nach Portici–Salerno \| \| \| \| \| Napoli Centrale \| \| |                      |                                   |                                   |
| Kopfbahnhof Streckenanfang |                      | Roma Termini                      | Roma Termini                      |
| Abzweig quer, von links und von rechts · Abzweig geradeaus und nach rechts |                      | von und nach Pisa                 | von und nach Pisa                 |
| Strecke · Abzweig geradeaus, nach links und von links |                      | Direttissima von und nach Florenz | Direttissima von und nach Florenz |
| Abzweig geradeaus und nach rechts · Strecke |                      | nach Formia–Neapel                | nach Formia–Neapel                |
| Strecke · Abzweig geradeaus und nach links |                      | nach Pescara                      | nach Pescara                      |
| Strecke · Tunnelanfang | 29,9                 | Colli-Albani-Tunnel (6625 m)      | Colli-Albani-Tunnel (6625 m)      |
| Strecke nach links · Kreuzung mit oberirdischer Strecke (im Tunnel) |                      | nach Cassino–Neapel               | nach Cassino–Neapel               |
| Tunnelende | 36,5                 | Colli-Albani-Tunnel               | Colli-Albani-Tunnel               |
| Abzweig geradeaus und nach links | 63,4                 | Abzw Frosinone Nord               | Abzw Frosinone Nord               |
| Abzweig geradeaus und von links | 143,6                | Abzw Cassino Süd                  | Abzw Cassino Süd                  |
| Abzweig geradeaus und nach links | 178,0                | Abzw Caserta Nord                 | Abzw Caserta Nord                 |
| Brücke | 183,9                | Volturnoviadukt (1632 m)          | Volturnoviadukt (1632 m)          |
| Strecke von links · Abzweig geradeaus und nach rechts | 196,6                | Abzw Gricignano                   | Abzw Gricignano                   |
| Abzweig geradeaus und von links · Kreuzung geradeaus oben |                      | von Caserta                       | von Caserta                       |
| Abzweig geradeaus, nach rechts und von rechts · Strecke |                      | von und nach Formia–Rom           | von und nach Formia–Rom           |
| Bahnhof · Strecke |                      | Aversa                            | Aversa                            |
| Strecke · Strecke mit Straßenbrücke |                      | A 1                               | A 1                               |
| Strecke · Bahnhof |                      | Napoli Afragola                   | Napoli Afragola                   |
| Strecke · Strecke nach links · Abzweig quer und von rechts |                      | SFS nach Salerno                  | SFS nach Salerno                  |
| Strecke · Strecke von links · Kreuzung geradeaus oben |                      | von Cassino–Roma Termini          | von Cassino–Roma Termini          |
| Strecke · Abzweig geradeaus und von links · Abzweig quer und nach rechts |                      | SFS von Salerno                   | SFS von Salerno                   |
| Strecke · Strecke mit Straßenbrücke |                      | A 1                               | A 1                               |
| Strecke nach links · Abzweig geradeaus und von rechts |                      |                                   |                                   |
| Abzweig geradeaus, nach links und von links |                      | von und nach Portici–Salerno      | von und nach Portici–Salerno      |
| Kopfbahnhof Streckenende |                      | Napoli Centrale                   | Napoli Centrale                   |

Die Schnellfahrstrecke (auch Hochgeschwindigkeitseisenbahn, ital. ferrovia ad alta velocità) Rom–Neapel zählt zu den wichtigsten Nord-Süd-Verbindungen in Italien und ist ein wichtiger Abschnitt der Eisenbahnachse Berlin–Palermo (TEN-Achse Nr. 1). Die ersten 186 Kilometer von Rom bis zum Verknüpfungsbauwerk Gricignano sind seit 19. Dezember 2005 in Betrieb, die restlichen 18 Kilometer durch Neapel seit dem 13. Dezember 2009.

## Geschichte
Die Bauarbeiten der 204,6 Kilometer langen Strecke umfassten
- 39,0 km Tunnel, davon
  - 26,4 km im Schildvortrieb
  - 12,6 km in offener Bauweise
- 39,0 km Viadukte und Brücken
- 17,5 km Verknüpfungen
- einen neuen Bahnhof Napoli Afragola

Im Januar 2005 begannen Testfahrten. Bei Testfahrten stellte ein ETR-500-Hochgeschwindigkeitszug mit acht Zwischenwagen am 9. Juli 2005 mit 323 km/h einen neuen italienischen Geschwindigkeitsrekord für Schienenfahrzeuge auf. Zu dieser Zeit war vorgesehen, die ETR-500-Züge auf der Strecke für 330 km/h zuzulassen.
Der Vorlaufbetrieb wurde am 12. September 2005 aufgenommen.
Der kommerzielle Betrieb wurde am 23. Januar 2006 mit zwei Zugpaaren pro Tag aufgenommen. Die Fertigstellung des zu diesem Zeitpunkt noch ausstehenden Abschnitts zwischen Bivio Gricgnano und dem Bahnhof Napoli Afragola war für 2008 geplant. Der Abschnitt wurde jedoch erst am 13. Dezember 2009 eröffnet. Die Bauarbeiten zum neuen Bahnhof Neapel Afragola, den Zaha Hadid entworfen hat, dauerten mit Verzögerungen noch jahrelang an; er wurde im Juni 2017 eröffnet.

## Streckenbeschreibung

### Technik
Die Strecke ist mit GSM-R und ETCS Level 2 (ohne Signale, von Alstom) ausgerüstet. Aufgrund der fehlenden Rückfallebene wurde das System für eine besonders große Verfügbarkeit und Zuverlässigkeit ausgelegt. Die Verfügbarkeit in Bereichen, in denen ausschließlich ETCS zum Einsatz kam, erwies sich dabei als größer als in Knotenbereichen, in denen auch andere Zugsicherungssysteme installiert waren. Zum Test des Systems wurde die Streckenbelastung von anfangs 4 Zügen pro Tag schrittweise erhöht. Die Mindestzugfolgezeit beträgt zwei Minuten und 30 Sekunden. Im März 2014 begann die Hochrüstung der Strecke von der SRS 2.2.2 zur SRS 2.3.0d. Die Arbeiten sollten im Dezember 2015 abgeschlossen werden. Die Hälfte der Kosten von sechs Millionen Euro übernahm die EU.
Entlang der Strecke entstanden 19 Stellwerke, 70 GSM-R-Basisstationen sowie mehrere Radio Block Centres. Die GSM-R-Basisstationen sind über ein SDH-Ring-Netzwerk miteinander verbunden, das GSM-R-Netzwerk ist weitgehend redundant aufgebaut. Nach dem Planungsstand von 2000 waren 50 Basisstationen vorgesehen, die in der Regel zwei (in Einzelfällen drei) Kanäle bedienen sollten.
Die Strecke ist mit 25 kV / 50 Hz elektrifiziert. An beiden Enden gehen Züge in das konventionelle italienische 3 kV-System über.

### Streckenverlauf
Die SFS "Ferrovia ad alta velocità Roma-Napoli" fädelt nach Verlassen von Roma Termini Richtung Osten im Bereich des Bahnhofs Roma Prenestina aus der Bahnstrecke nach Pescara aus und wendet sich nach kurzer Bündelung bei Lunghezza südostwärts. Sie umfährt dann San Cesareo westlich im Massiv der Albaner Berge und gelangt, in weitgehend paralleler Führung mit der Autostrada A1, ins Tal des Sacco  bei Colleferro. Südöstlich davon besteht teilweise eine Bündelung mit der Altstrecke, wobei Frosinone dann im westlichen Saccotal und damit den Abhängen der Monti Lepini umfahren wird. Bei Ceprano besteht wieder eine Bündelung mit der Bestandsstrecke und die SFS wechselt nun in das nördliche Hinterland der Sacconiederung. Bei Cassino kann man die berühmte Abtei auf dem Bergsporn sehen und bis etwa Teano dann die Bündelung mit der Autostrada A1 verfolgen, wobei der Monte Camino und der erloschene Vulkan Roccamonfina östlich passiert werden und gleichzeitig in das Einzugsgebiet des Volturno gewechselt wird. Westlich der Stadt wird Caserta (und auch das historisch bedeutsame Capua) – in der Ebene des Volturno zum Golf von Gaeta hin – umfahren und südlich davon in einem großzügigen Bogen Richtung Afragola (und weiter nach Neapel) mit seinem architektonisch interessanten Bahnhof Neapel-Afragola abgedreht. Etwas südlich davon, bei Arpino bzw. Volla, fädelt die "Ferrovia ad alta velocità" wieder in die Altbaustrecke ein und gelangt so zum Hauptbahnhof Napoli Centrale.

### Betrieb
Die Neubaustrecke reicht von Salone (Streckenkilometer 10,9) bis Bivio Gricignano (km 195,3). Dort schließt sich ein 18,6 km langer Abschnitt zum Bahnhof Napoli Afragola an. In Afragola kann man zur Schnellfahrstrecke Richtung Battipaglia–Reggio Calabria, zur Circumvesuviana sowie zum Nahverkehr umsteigen.
Die Reisezeit zwischen Rom und Neapel hat sich nach Fertigstellung der Strecke auf 1 Stunde 10 Minuten verkürzt.